# Kałar
Kałar – rzeka w Rosji, w obwodzie czytyjskim; prawy dopływ Witimu. Długość 511 km; powierzchnia dorzecza 17 400 km².
Źródła w Górach Kałarskich; płynie w kierunku południowo-zachodnim szeroką doliną pomiędzy Górami Stanowymi (pasma Udokan i Jankan) a Górami Kałarskimi.
Zamarza od października do połowy maja; zasilanie głównie deszczowe.